# Верхнебалыклейское сельское поселение
Верхнебалыкле́йское сельское поселение — муниципальное образование (сельское поселение) в Быковском муниципальном районе Волгоградской области. Административный центр — село Верхний Балыклей.

## География
Расположено в западной части Быковского района, на западе омывается Волгоградским водохранилищем.
Площадь сельского поселения составляет 41 322 гектар, из которых 34 460 га (по состоянию на 2008 год) приходится на сельхозугодья и 323 га занимает застройка (по состоянию на 2008 год).
Граничит:
- на юге — с Луговопролейским и Урало-Ахтубинским сельскими поселениями;
- на востоке — с Солдатско-Степновское сельским поселением;
- на севере — с Зелёновским сельским поселением;
- на западе — с Дубовским районом[1].

## Население
| 2010  | 2012  | 2013  | 2014  | 2015  | 2016  | 2017  |
| ----- | ----- | ----- | ----- | ----- | ----- | ----- |
| 1870  | ↘1819 | ↘1773 | ↘1733 | ↗1739 | ↗1749 | ↘1718 |
| 2018  | 2019  | 2020  | 2021  |       |       |       |
| ↘1710 | ↗1713 | ↘1696 | ↘1664 |       |       |       |

## Состав сельского поселения
| № | Населённый пункт  | Тип населённого пункта       | Население |
| - | ----------------- | ---------------------------- | --------- |
| 1 | Верхний Балыклей  | село, административный центр | 1730      |
| 2 | Нижний Балыклей   | село                         | 96        |
| 3 | Степано-Разинская | станица                      | 44        |

## Администрация
Глава — Колебошина Людмила Александровна (c 11 октября 2009 года);

Телефон/факс: 8(84495) 3-72-52

Адрес администрации: 404078, Волгоградская область, Быковский район, с. Верхний Балыклей, ул. Ленина, 29.

e-mail: bykbalyklei@ya.ru

## Транспорт
Территорию сельского поселения пересекает в направлении северо-восток↔юго-запад автомобильная дорога регионального значения Р226.
Протяженность автодорог местного значения — 34,4 км.